# Сиберізька сільська рада
Сибері́зька сільська́ ра́да —  колишня адміністративно-територіальна одиниця та орган місцевого самоврядування в Ріпкинському районі Чернігівської області. Адміністративний центр — село Сибереж.

## Загальні відомості
Сиберізька сільська рада утворена у 1975 році.
- Територія ради: 39,177 км²
- Населення ради: 793 особи (станом на 2001 рік)

## Населені пункти
Сільській раді були підпорядковані населені пункти:
- с. Сибереж
- с. Великі Осняки

## Склад ради
Рада складається з 12 депутатів та голови.
- Голова ради: Хоменко Віктор Володимирович
- Секретар ради: Кезля Олександра Михайлівна

### Керівний склад попередніх скликань
| Прізвище, ім'я, по батькові  | Основні відомості                                   | Дата обрання | Дата звільнення |
| ---------------------------- | --------------------------------------------------- | ------------ | --------------- |
| Хоменко Віктор Володимирович | Сільський голова, 1965 року народження, освіта вища | 26.03.2006   | 31.10.2010      |
| Хоменко Віктор Володимирович | Сільський голова, 1965 року народження, освіта вища | 31.10.2010   |                 |

Примітка: таблиця складена за даними сайту Верховної Ради України

### Депутати
За результатами місцевих виборів 2010 року депутатами ради стали:

#### За суб'єктами висування
| Суб'єкт висування                 | Кількість обраних депутатів | %    |
| --------------------------------- | --------------------------- | ---- |
| Партія регіонів                   | 5                           | 41,7 |
| Народна партія                    | 2                           | 16,7 |
| Політична партія «Сильна Україна» | 2                           | 16,7 |
| Самовисування                     | 2                           | 16,7 |
| Українська Народна Партія         | 1                           | 8,3  |

#### За округами
| № округу                          | Прізвище, ім'я, по батькові    | Дата визнання обраним | Освіта  | Партійна приналежність                  | Відомості про обраного депутата                    |
| --------------------------------- | ------------------------------ | --------------------- | ------- | --------------------------------------- | -------------------------------------------------- |
| Народна Партія                    |                                |                       |         |                                         |                                                    |
| 6                                 | Лещенко Людмила Федорівна      | 03.11.2010            | вища    | член Народної партії                    | Чернігівський тубдиспанцер, медсестра              |
| 7                                 | Макей Любов Михайлівна         | 03.11.2010            | вища    | член Народної партії                    | пенсіонер                                          |
| Партія регіонів                   |                                |                       |         |                                         |                                                    |
| 4                                 | Турок Станіслав Степанович     | 03.11.2010            | вища    | член Партії регіонів                    | Сиберізький будинок культури, художній керівник    |
| 8                                 | Дебелий Анатолій Михайлович    | 03.11.2010            | вища    | член Партії регіонів                    | Ріпкинська гімназія, вчитель                       |
| 10                                | Новицький Олександр Михайлович | 03.11.2010            | середня | член Партії регіонів                    | м. Чернігів, продавець                             |
| 11                                | Мазко Олександр Федорович      | 03.11.2010            | середня | член Партії регіонів                    | Сиберізьке відділення зв'язку, листоноша           |
| 12                                | Литвин Степан Васильович       | 03.11.2010            | середня | член Партії регіонів                    | ПП ТранПласт, водій                                |
| Політична партія «Сильна Україна» |                                |                       |         |                                         |                                                    |
| 3                                 | Кезля Олександра Михайлівна    | 03.11.2010            | вища    | член Політичної партії «Сильна Україна» | Сиберізька сільська рада, секретар                 |
| 5                                 | Артюх Леонід Іванович          | 03.11.2010            | середня | член Політичної партії «Сильна Україна» | Сиберізький будинок культури, директор             |
| Українська Народна Партія         |                                |                       |         |                                         |                                                    |
| 1                                 | Крутько Юрій Георгійович       | 03.11.2010            | вища    | член Української Народної Партії        | загальноосвітня школа с. Сибереж, вчитель          |
| Самовисування                     |                                |                       |         |                                         |                                                    |
| 2                                 | Турок Надія Володимирівна      | 03.11.2010            | вища    | позапартійна                            | Сиберізька сільська рада, головний бухгалтер       |
| 9                                 | Іванченко Людмила Миколаївна   | 15.02.2015            | вища    | позапартійна                            | Гучинська ЗОШ 1-2 ст., вчитель математики і фізики |